# Perilitus seyrigi
Perilitus seyrigi är en stekelart som beskrevs av Granger 1949. Perilitus seyrigi ingår i släktet Perilitus och familjen bracksteklar. Inga underarter finns listade i Catalogue of Life.